# Karlstein an der Thaya
Karlstein an der Thaya osztrák mezőváros Alsó-Ausztria Waidhofen an der Thaya-i járásában. 2018 januárjában 1468 lakosa volt.

## Elhelyezkedése

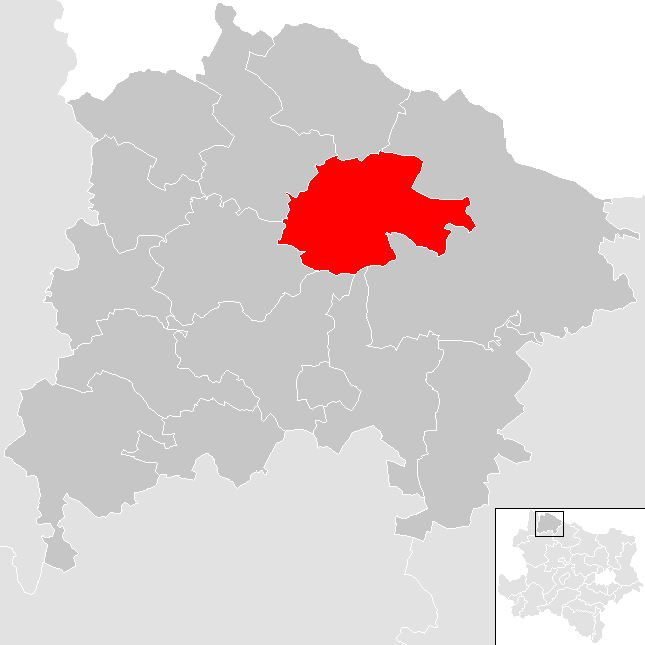
Karlstein an der Thaya a Waidhofen an der Thaya-i járásban

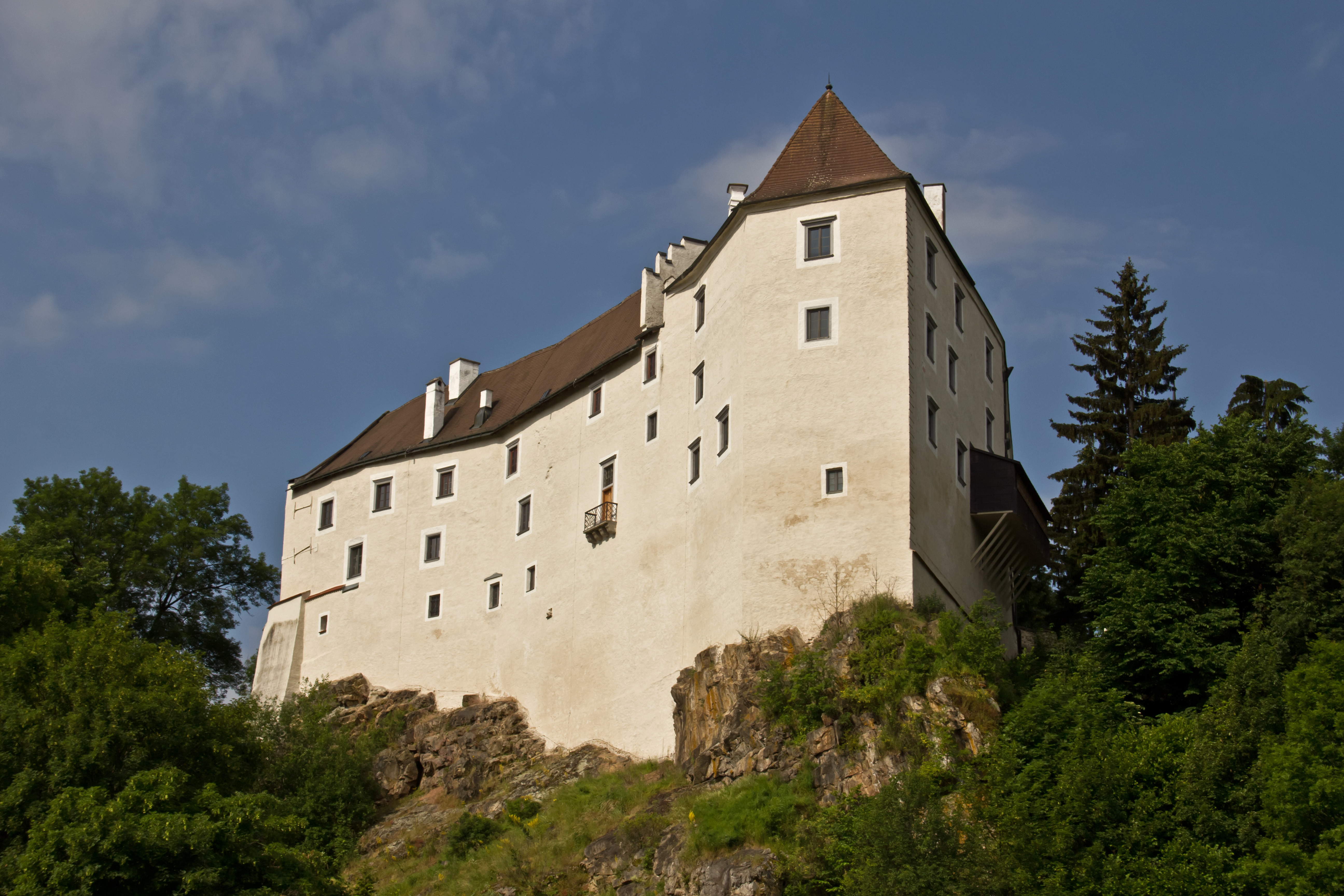
A karlsteini vár

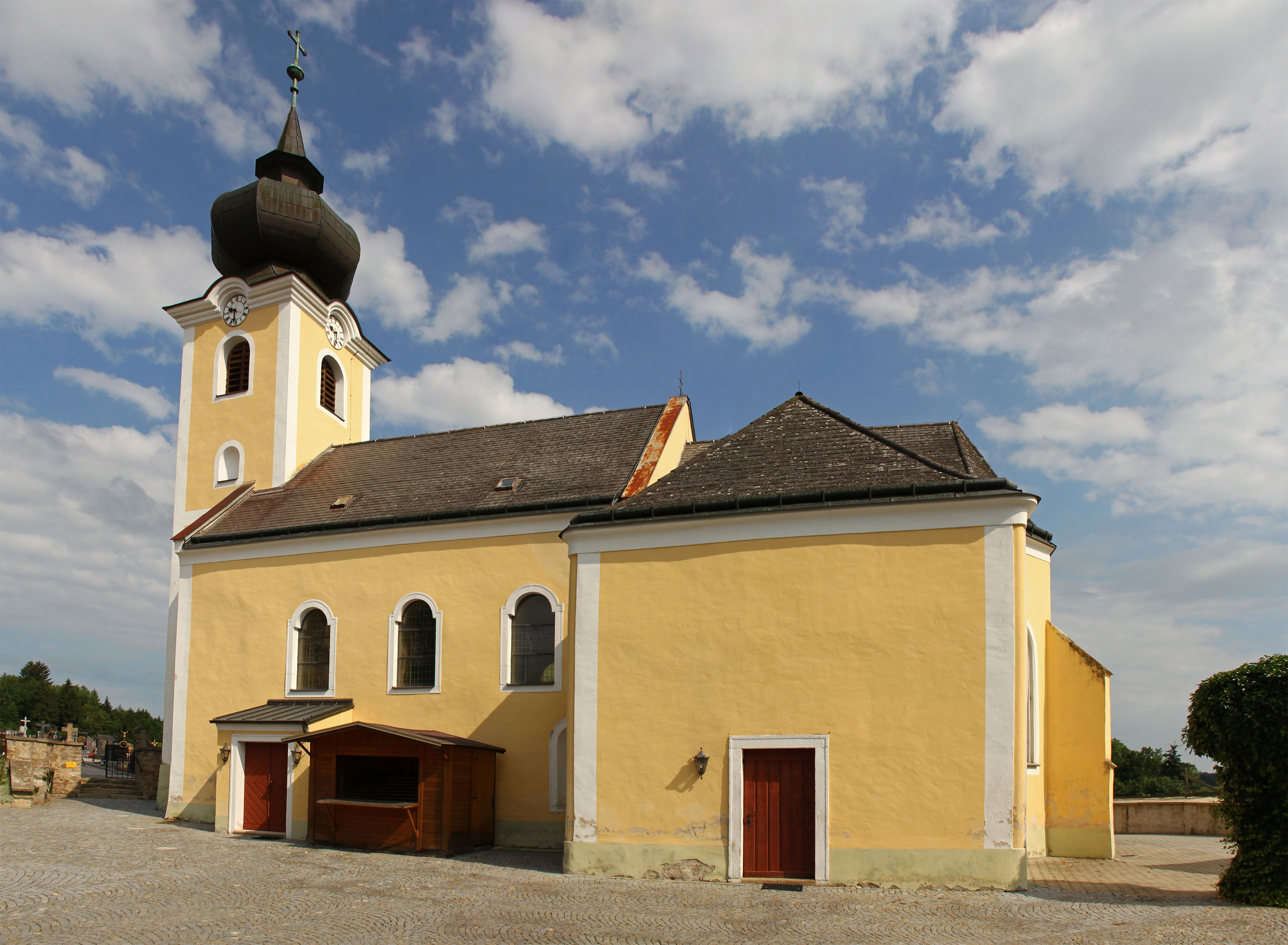
A münichreithi Szt. Bertalan-templom

Karlstein an der Thaya Alsó-Ausztria Erdőnegyedének (Waldviertel) északi részén fekszik, a cseh határ közelében, a Thaya folyó mentén. Területének 33,64%-át erdő borítja. Az önkormányzat 12 településrészt és falut egyesít: Eggersdorf (54 lakos 2018-ban), Göpfritzschlag (96), Goschenreith (58), Griesbach (103), Hohenwarth (92), Karlstein an der Thaya (610), Münchreith an der Thaya (93), Obergrünbach (108), Schlader (41), Thuma (148), Thures (34) és Wertenau (31). A kataszteri közösségek Eggersdorf, Göpfritzschlag, Goschenreith, Griesbach, Hohenwarth, Karlstein an der Thaya, Münchreith an der Thaya, Obergrünbach, Schlader, Thuma és Thures.
A környező önkormányzatok: északra Waldkirchen an der Thaya, keletre Raabs an der Thaya, délre Groß-Siegharts, délnyugatra Waidhofen an der Thaya, nyugatra Thaya, északkeletre Dobersberg.

## Története
Karlsteint először 1188-ban említik a perneggi és gerasi kolostorok egyik oklevelében. A határvidék 12. századbeli német betelepítése ellenségeskedéshez vezetett a Cseh Királyság és az Osztrák Hercegség között. A határvonalat Barbarossa Frigyes császár közreműködésével 1179-ben húzták meg. A következő évszázadokban ellenséges hadseregek többször is átvonultak a határon (II. Ottokár, a husziták vagy Mátyás magyar király csapatai).
Az 1567-es parasztfelkelés vezérét, Andreas Schrembsert Karlstein várában fogták el, majd Waidhofenben felnégyelték. 1645-ben, a harmincéves háborúban a svédek ostromolták hiábavalóan a várat.
A magyar Tanácsköztársaság bukása után az Ausztriába menekülő Kun Bélát Karlsteinbe internálták egy időre.
Karlstein sokáig óraműveseiről volt híres. Először 1680-ban említenek órakészítő mestert. A gyártás 1840 körül érte el csúcspontját évi 140 ezer darabbal, amelyet 285 munkás állított elő. 1874-ben itt nyílt meg az ország egyetlen órakészítői szakiskolája. Az üzem mai utódja a finommechanikai gyár.
Karlsteint 1732-ben (vagy 1784-ben) mezővárosi rangra emelték.

## Lakosság
A Karlstein an der Thaya-i önkormányzat területén 2018 januárjában 1468 fő élt. A lakosságszám 1890 óta (akkor 2830 fő) folyamatosan csökken. 2016-ban a helybeliek 95,1%-a volt osztrák állampolgár; a külföldiek közül 1% a régi (2004 előtti), 1,3% az új EU-tagállamokból érkezett. 0,3% a volt Jugoszlávia (Szlovénia és Horvátország nélkül) vagy Törökország, 2,3% egyéb országok polgára. 2001-ben a lakosok 93%-a római katolikusnak, 4,5% pedig felekezeten kívülinek vallotta magát.

## Látnivalók
- a karlsteini várat először 1112-ben említik Chadelstain néven. 1576-tól a Puchheim család birtokába került és ekkortól a reformáció egyik fészkének számított. Az évszázadok során többször átépítették, kápolnája viszont megmaradt 16. századi állapotában. 1880-tól óragyárat helyeztek el benne, majd a lakatlan kastélyban 1914-ben börtönt rendeztek be. Itt tartották fogva a montenegrói tábornoki kart, a háború után pedig Kun Bélát helyezték őrizetbe a várban. A későbbiekben ifjúsági szállásként, az 1960-as évektől panzióként szolgált.
- a münichreithi Szent Bertalan-plébániatemplom és volt csontháza (később Anna-kápolna)
- az obergrünbachi Szt. Vitus-plébániatemplom

## Fordítás
- Ez a szócikk részben vagy egészben  a   Karlstein an der Thaya című német Wikipédia-szócikk ezen változatának fordításán alapul.  Az eredeti cikk szerkesztőit annak laptörténete sorolja fel. Ez a jelzés csupán a megfogalmazás eredetét és a szerzői jogokat jelzi, nem szolgál a cikkben szereplő információk forrásmegjelöléseként.